# Зайнетдинова, Светлана
Светлана Зайнетдинова (эст. Svetlana Zainetdinova; род. 19 октября 1962, Уфа) — эстонская шахматистка, чемпионка Эстонии по шахматам (1985), мастер ФИДЕ по шахматам среди женщин (2006), международный мастер ИКЧФ (2009).

## Биография
В 1979 году окончила среднюю школу в Уфе. Шахматами начала заниматься в уфимском Дворце пионеров. В 1984 году окончила Государственный центральный ордена Ленина институт физической культуры (ГЦОЛИФК). С 1984 года работает шахматным тренером в эстонском городе Кохтла-Ярве, а с 2002 года и членом совета местного шахматного клуба «Диагональ». В чемпионатах Эстонии по шахматам завоевала золотую (1985) и серебряную (2000) медаль.
Успешно играет в шахматы по переписке и имеет звания международного мастера ИКЧФ среди женщин (2006), международного гроссмейстера ИКЧФ среди женщин (2009), международного мастера ИКЧФ (2009).